# Nuxia
Die Nuxia sind eine Pflanzengattung, die der Familie der Stilbaceae zugerechnet wird. Sie umfasst 15 Arten.

## Beschreibung
Nuxia sind Sträucher oder Bäume, die eine rissige Rinde besitzen. Die Laubblätter stehen gegenständig, in Dreier- oder Vierergruppen oder selten auch wechselständig. Meist sind sie gestielt, die Blattspreite ist vergrößert.
Die Blüten stehen in endständigen Thyrsen, die entweder einzeln an endständigen Zweigen stehen oder in Gruppen dichte Köpfe bilden. Der Kelch ist glockenförmig bis zylindrisch und viergelappt, auf der Außenseite befinden sich feine drüsige Trichome. Die Krone ist regelmäßig geformt, vierlappig und ringförmig eingeschnürt. Die Kronröhre ist zylindrisch, oftmals ist sie um den Fruchtknoten herum erweitert. Auf der Außenseite finden sich oft drüsige Trichome, im Schlund ist ein filziger Ring aus Trichomen zu finden. Die vier Staubblätter besitzen schlanke Staubfäden, die Staubbeutel stehen weit über die Krone hinaus. Der Fruchtknoten ist meist mit anliegenden Trichomen bedeckt, zweifächrig und mit zentralwinkelständiger, schildförmiger Plazentation versehen. In jedem Fruchtknotenfach befinden sich eine Vielzahl von Samenanlagen. Der Griffel steht weit über die Krone hinaus.
Die Kapselfrüchte sind etwa genauso lang oder etwas länger als der beständige Blütenkelch. Sie enthalten kleine braune Samen.

## Vorkommen
Die Arten sind vom südlichen Afrika über Liberia, Äthiopien bis zum südlichen arabischen Raum, sowie auf Madagaskar und den Maskarenen verbreitet.

## Systematik

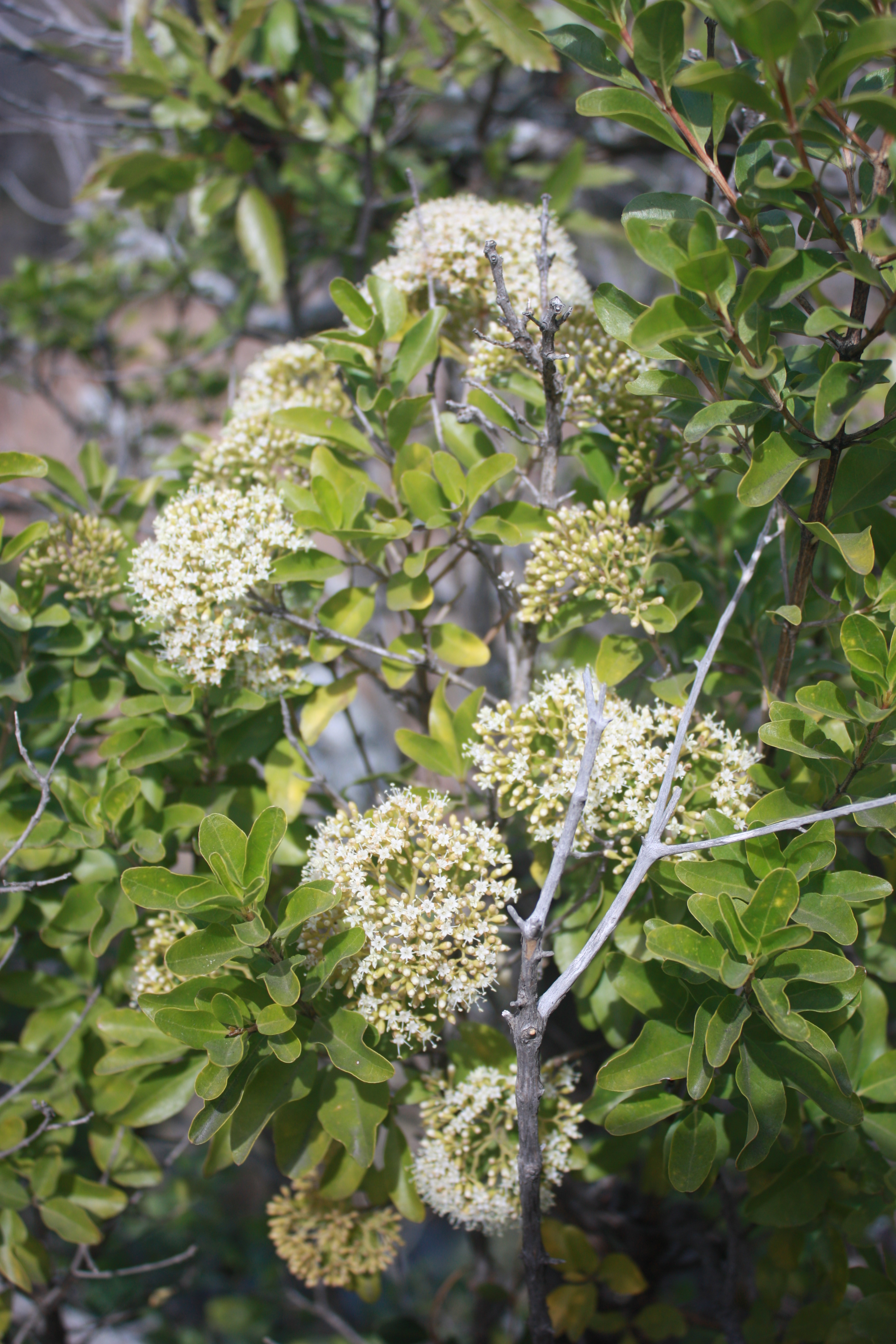
Nuxia congesta

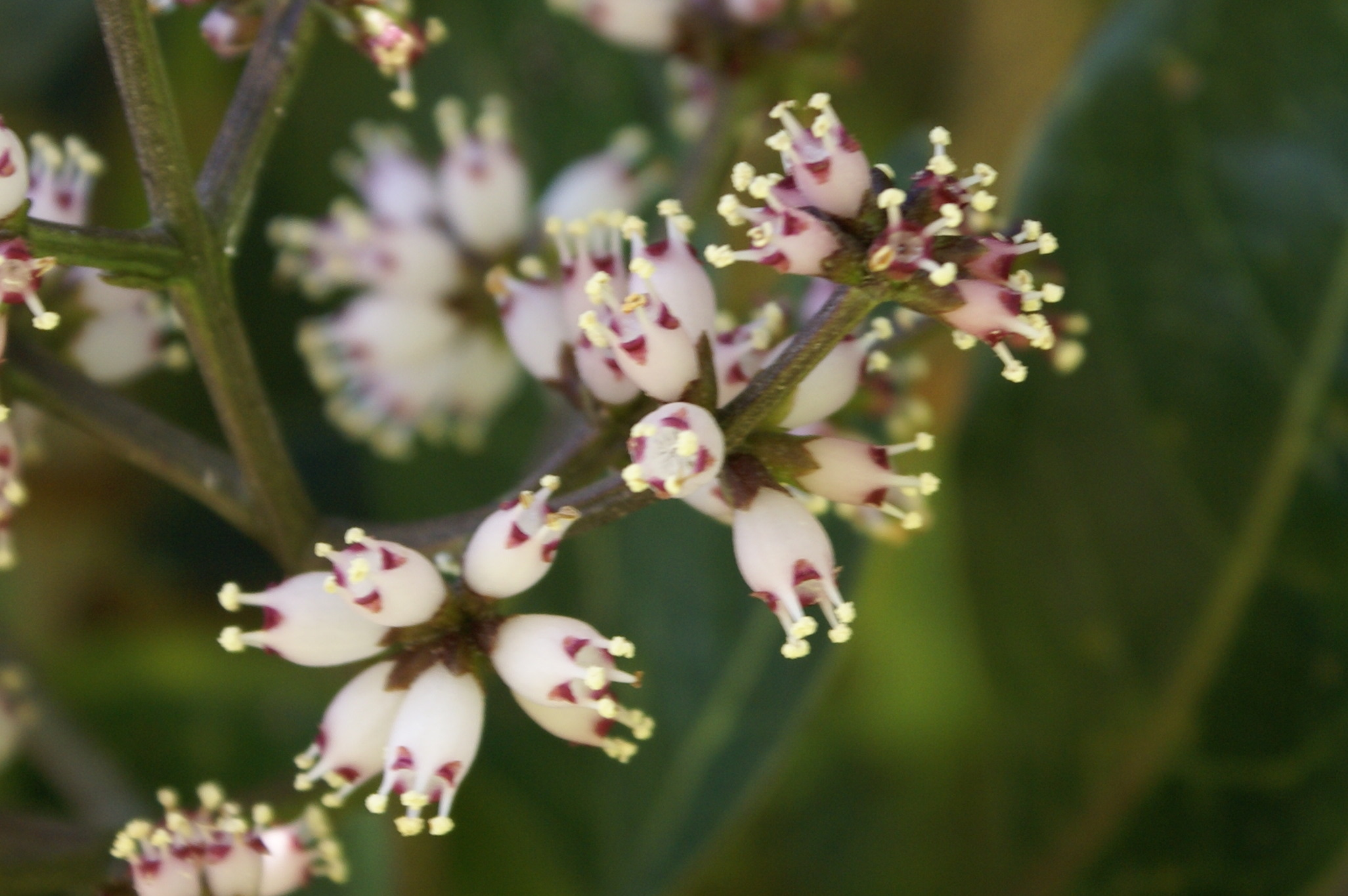
Blüten von Nuxia verticillata

Die Gattung wurde 1791 von Jean-Baptiste de Lamarck erstbeschrieben. Sie umfasst 15 Arten:
- Nuxia allorgeorum Jovet: Die Heimat ist das westliche Madagaskar.[2]
- Nuxia ambrensis Jovet: Die Heimat ist das nördliche Madagaskar.[2]
- Nuxia capitata Baker: Die Heimat ist Madagaskar.[2]
- Nuxia congesta R.Br.: Die Heimat ist das tropische und südliche Afrika und die Arabische Halbinsel.[2]
- Nuxia coriacea Soler.: Die Heimat ist Madagaskar.[2]
- Nuxia floribunda Benth.: Die Heimat reicht vom südwestlichen Uganda bis ins südliche Afrika.[2]
- Nuxia glomerulata (C.A.Sm.) I.Verd.: Die Heimat ist das südliche Afrika.[2]
- Nuxia gracilis Engl.: Die Heimat ist das südliche Afrika.[2]
- Nuxia involucrata Aug.DC.: Die Heimat ist das nördliche und östliche Madagaskar.[2]
- Nuxia isaloensis Jovet: Die Heimat ist Madagaskar.[2]
- Nuxia oppositifolia Benth.: Das Verbreitungsgebiet reicht von Eritrea bis zum südlichen Afrika, bis Madagaskar und zur Arabischen Halbinsel.[2]
- Nuxia pachyphylla Baker:  Die Heimat ist Madagaskar.[2]
- Nuxia pseudodentata Gilg: Die Heimat sind die Komoren.[2]
- Nuxia sphaerocephala Baker: Die Heimat ist Madagaskar.[2]
- Nuxia verticillata Lam.: Die Heimat ist Mauritius und Réunion.[2]